# Ferréol Cannard
Ferréol Cannard (Morez, 28 maggio 1978) è un ex biatleta francese.

## Biografia
In Coppa del Mondo esordì il 30 novembre 2000 a Hochfilzen/Anterselva (19°), il primo podio il 26 gennaio 2002 ad Anterselva (2°) e l'unica vittoria il 16 gennaio 2003 a Ruhpolding.
In carriera prese parte a due edizioni dei Giochi olimpici invernali, Salt Lake City 2002 (77° nell'individuale) e Torino 2006 (31° nella sprint, 40° nell'inseguimento, 3° nella staffetta), e a sette dei Campionati mondiali, vincendo una medaglia.

## Palmarès

### Olimpiadi
- 2 medaglie:
  - 1 bronzo (staffetta[1] a Torino 2006)

### Mondiali
- 1 medaglia:
  - 1 bronzo (staffetta[1] a Oberhof 2004)

### Coppa del Mondo
- Miglior piazzamento in classifica generale: 23º nel 2004
- 9 podi (1 individuale, 8 a squadre), oltre a quelli ottenuti in sede olimpica e iridata e validi anche ai fini della Coppa del Mondo:
  - 1 vittoria (a squadre)
  - 3 secondi posti (1 individuale, 2 a squadre)
  - 5 terzi posti (a squadre)

#### Coppa del Mondo - vittorie
| Data            | Località   | Nazione  | Spec.                                                     |
| --------------- | ---------- | -------- | --------------------------------------------------------- |
| 16 gennaio 2003 | Ruhpolding | Germania | RL (con Vincent Defrasne, Julien Robert e Raphaël Poirée) |

Legenda:

RL = staffetta